# Donatienne Michel-Dansac
 (février 2017).
Donatienne Michel-Dansac, née en 1965 à Nantes, est une chanteuse soprano française.

## Biographie
Donatienne Michel-Dansac est née à Nantes. Elle commence le violon et le piano à l'âge de 7 ans au 	
Conservatoire à rayonnement régional de Nantes et entre à la Maîtrise de l'Opéra de Nantes. Elle n'a plus quitté la scène depuis.
Admise à l'unanimité du jury au Conservatoire national supérieur de musique et de danse de Paris à 19 ans, elle y obtiendra son prix de chant. Durant ses études, elle continue de se produire sur scène (opéras et concerts) dans le répertoire classique sous la direction de chefs prestigieux. Elle a 21 ans quand elle interprète Laborintus II de Luciano Berio avec l'Ensemble Intercontemporain sous la direction de Pierre Boulez. Cette rencontre la marque grandement et lui révèlera sa passion pour le répertoire d'aujourd’hui (Pierre Boulez, György Ligeti, György Kurtág, Olivier Messiaen, Georges Aperghis, Pascal Dusapin, Henri Dutilleux, Ramón Souto, Francesco Filidei...). Une collaboration avec l'IRCAM depuis 1993 lui a permis de créer et d'enregistrer de nombreuses œuvres (Franck Bedrossian, Philippe Leroux, Florence Baschet, Fausto Romitelli…).
Elle interprète le répertoire classique (Mozart, airs de concert, Messe en ut, Messe du Couronnement, Vêpres d'un Confesseur ; Schubert, Messe en sol ; Haydn, Lo Speziale ; Mahler, 4e Symphonie...), baroque (Rameau, Pygmalion ; Haendel, Tamerlano - rôle d'Asteria - ; Jean-Sébastien Bach, cantates, Motets ; Louis-Nicolas Clérambault, motets (Regina coeli) ; Luigi Rossi, Orfeo ; Michel-Richard Delalande, Motets ; Henry Du Mont, Motets).
En duo avec le pianiste Vincent Leterme depuis 1995, invités par l’Opéra Bastille, le Théâtre Colón de Buenos Aires, New York, le Théâtre du Châtelet, le Capitole de Toulouse notamment, ils ont à leur actif plus de 20 programmes, du classique jusqu'à la chanson de cabaret (Hanns Eisler, Friedrich Hollaender, Kurt Weill, Mischa Spoliansky, Vincent Bouchot…), sans oublier le répertoire pour le  jeune et très jeune public. Elle remplace Christine Schäfer dans le cycle Apparition de George Crumb pour soprano et piano amplifié à l'Opéra Bastille.
Elle rencontre en 1992 le compositeur Georges Aperghis pour la création de Sextuor, l'origine des espèces au Théâtre des Amandiers de Nanterre ; elle crée en 2001 l'intégrale des 14 Récitations pour voix seule au Konzerthaus de Vienne, puis viendront, entre autres, La nuit en tête, Machinations, Rash, Tourbillons, Avis de tempête, Contretemps, Happiness Daily, Les Boulingrin, La tête en bas, Pour Gabrielle, Wild Romance, Pubs-Reklamen. Une nouvelle intégrale live des 14 récitations pour voix seule et le premier enregistrement mondial de Tourbillons ont paru au Label Umlaut en 2016 et ont été primés. Son intérêt pour l'art contemporain l'amène aux côtés de nombreux artistes plasticiens pour des formes musicales ou des lectures associées à leur travail (William Kentridge, Pierre Leguillon, Umberto Eco, Céline Minard, Claude Closky).
Elle tourne pour le cinéma Musica Da Camera, Marquise vos beaux yeux de Philippe Béziat, Tempête sous un crâne de Catherine Maximoff, Machinations d'Anna Kendal. Elle est l'interprète du film d'Érik Bullot, L'Alliance (2010). Elle apparaît aussi au théâtre, dans le spectacle Esther de Racine mis en scène à la Comédie-Française par Françoise Seigner (1988) ; Salle des fêtes avec la compagnie Deschamps-Makeïeff ; Tourbillons d'Olivier Cadiot et Georges Aperghis (en cinq langues).
En 2015, elle est invitée par François-Xavier Roth pour interpréter Le Marteau sans Maître de Pierre Boulez à Baden-Baden et Fribourg-en-Brisgau à l'occasion des 90 ans du compositeur. Elle est également invitée à Munich  pour des œuvres de Hans Zender et Gérard Grisey avec l'Orchestre symphonique de la Radiodiffusion bavaroise, à la Philharmonie de Berlin pour Le Marteau sans maître de Boulez dirigé par François-Xavier Roth en 2017, à la Philharmonie de Cologne en 2017 pour Le silence des sirènes d'Unsuk Chin , avec l'Orchestre du Gürzenich de Cologne dirigé par François-Xavier Roth, à Milan pour Quatre chants pour franchir le seuil de Gérard Grisey.
Elle enseigne en France et à l'étranger à l’IMD de Darmstadt et  à l'université de Californie à Berkeley où elle est Regent Lecturer en 2015. Ses enregistrements ont obtenu de nombreux prix de la critique internationale. Elle est membre du jury de sélection des pensionnaires de la Villa Médicis en 2014. Elle est l'invitée de nombreux musées et fondations (Centre Pompidou, Maison Rouge, Palais de Tokyo à Paris, Musée d'Helsinki, de Seattle…) pour des conférences-performances.
Elle a créé[réf. nécessaire] la structure « À Vive allure », pour la création et la production musicale, littéraire, théâtrale et cinématographique.

## Récompenses et distinctions
- Chevalier de l'ordre des Arts et des Lettres
- L'Académie Charles-Cros lui a décerné en 2016 le grand prix in honorem pour l’ensemble de sa carrière.

## Discographie
- François Paris, Cinq chants de l'ombre blanche, ensemble L'Itinéraire, dir. Pascal Rophé (1993)
- Luigi Rossi, 'Orfeo, Les Arts florissants, dir. William Christie, Harmonia Mundi (1995)
- Georges Aperghis, L'origine des espèces, MFA 216004 (1995)
- Gérard Pesson, Sur le champ, MFA (1995)
- Henry Du Mont, Motets, Les Demoiselles de Saint-Cyr, Harmonia Mundi (1995)
- Francis Bayer, Œuvres instrumentales et vocales, label Pierre Verany (1996)
- Philippe Manoury, En écho - Neptune, Accord (1998)
- Rameau, Pygmalion, Nélée et Myrthis, Les Arts florissants, William Christie, Harmonia Mundi (1998)
- Louis-Nicolas Clérambault, Chants et motets pour la Royale Maison de Saint-Louis, Les Demoiselles de Saint-Cyr, dir. Emmanuel Mandrin, Virgin Classics Veritas : 61529 (1998)
- Georges Aperghis, Machinations, Accord 472916 (2002)
- Georges Aperghis, Avis de tempête, Cypres Records, CYP 5621 (2004)
- Philippe Leroux, Voi(Rex), Nocturne (2004)
- György Ligeti, Nouvelles aventures, Ensemble intercontemporain, Paris, Cité de la musique (2004)
- Jean-Luc Hervé, Sillages, L'Empreinte Digitale (2004)
- Fausto Romitelli, An index of metals, Cypres (2005)
- Marc-Olivier Dupin, Robert le Cochon,  Éditions Le Chant du monde (2005)
- Fausto Romitelli, Audiodrome, En Trance, P. Rundel, Stradivarius 33723 (2007)
- Georges Aperghis, 14 Récitations, Col Legno Wien Modern Edition#1 WWE 1 CD 20270 (2007)
- Martin Schüster, Linked trip, Musikfabrik, James Wood, Wergo (2008)
- Martin Matalon, Trace VII, Sysmal Records (2009)
- Marc-Olivier Dupin, La première fois que je suis née[22] (2009)

prix des Inrockuptibles
- Marc-Olivier Dupin, Robert le cochon, Le Chant du monde, 2010
- Marc-Olivier Dupin, La première fois que je suis née, Éditions Gallimard Jeunesse, coll. « Giboulées » (2011)
- Georges Aperghis, Contretemps, SEESAW, Parlando, Teeter-totter, Kairos (2012)
- Daniele Bravi, Del vero e del falso, Stradivarius (2013)
- Gösta Neuwirth, L’oubli bouilli, Klangforum Wien (2015)
- Georges Aperghis, Olivier Cadiot, Tourbillons et 14 récitations pour voix seule, double CD Umlaut[15] #UMFR-CD15 (2016)